# Plaza del Doctor Letamendi
La plaza del Doctor Letamendi se encuentra en el distrito del Ensanche, en Barcelona (España). Está situada en la intersección entre las calles de Aragón y Enrique Granados. Está dedicada a José de Letamendi y Manjarrés (Barcelona, 1828-Madrid, 1897), un médico, músico, pintor, filósofo y poeta barcelonés.
En la plaza se encuentra la Delegación Especial de la Agencia Tributaria en Cataluña. Hay también unos jardines donde destacan unas palmeras washingtonias, unos arbustos de palmito (Chamaerops humilis) y una yuca pie de elefante (Yucca gigantea).
También se halla en la plaza la fuente de la Labradora (en catalán: font de la Pagesa), realizada en 1913 por Eduard B. Alentorn dentro de un conjunto de tres fuentes elaboradas para la Comisión de Ensanche de Barcelona (las otras son la fuente de la Palangana, en la calle del Bruc esquina Diagonal, y la de la Tortuga, en la plaza de Goya). Elaborada en bronce sobre base de piedra, representa la fábula de la lechera, una joven campesina que piensa en lo que haría con el dinero ganado con la venta de la leche y la pierde al caérsele el cántaro por el camino.